# Pájaros en la cabeza
Pájaros en la cabeza és el títol del quart àlbum d'estudi del grup espanyol Amaral, llançat el 14 de març de 2005 en Espanya. Entre els seus reconeixements, Pájaros en la cabeza va ser premiat en els Premis Ondas 2005 com a Millor Àlbum, i va obtenir una nominació al Grammy Llatí en la categoria Millor Àlbum Vocal Pop Duo o Grup. Pájaros en la cabeza va ser el disc més venut a Espanya en 2005, segons la SGAE. El disc ha venut més de 900 000 còpies arreu del món, d'elles al voltant de 700.000 còpies es van vendre a Espanya. D'aquest disc també va haver-hi una altra edició per a Amèrica Llatina, igual que va succeir amb Estrella de mar. Aquest cop només es va incloure una cançó, Si tú no vuelves, una versió de Miguel Bosé que cantaren a duo amb Chetes. El disc gaudeix de la col·laboració d'Enrique Morente en la cançó «No soy como tú».
Per aquest treball, Amaral va rebre tres Premis de la Música en 2006: Millor Àlbum (per "Pájaros en la cabeza"), Millor Cançó (per "Días de verano") i Millor Vídeo Musical (per "Días de verano"), a més d'un Premi Ondas al Millor àlbum per Pájaros en la cabeza.

## Llista de cançons
| Núm. | Títol                              | Composició               | Durada |
| ---- | ---------------------------------- | ------------------------ | ------ |
| 1.   | «El universo sobre mí»             | Eva Amaral, Juan Aguirre | 4:08   |
| 2.   | «Días de verano»                   | Eva Amaral, Juan Aguirre | 3:28   |
| 3.   | «Revolución»                       | Eva Amaral, Juan Aguirre | 3:52   |
| 4.   | «Mi alma perdida»                  | Eva Amaral, Juan Aguirre | 4:08   |
| 5.   | «Marta, Sebas, Guille y los demás» | Eva Amaral, Juan Aguirre | 3:43   |
| 6.   | «Esta madrugada»                   | Eva Amaral, Juan Aguirre | 4:15   |
| 7.   | «Big bang»                         | Eva Amaral, Juan Aguirre | 2:45   |
| 8.   | «Enamorada»                        | Eva Amaral, Juan Aguirre | 3:39   |
| 9.   | «Tarde para cambiar»               | Eva Amaral, Juan Aguirre | 3:20   |
| 10.  | «En el río»                        | Eva Amaral, Juan Aguirre | 3:43   |
| 11.  | «Resurrección»                     | Eva Amaral, Juan Aguirre | 2:54   |
| 12.  | «Confiar en alguien»               | Eva Amaral, Juan Aguirre | 3:44   |
| 13.  | «Salta»                            | Eva Amaral, Juan Aguirre | 3:44   |
| 14.  | «No soy como tú»                   | Eva Amaral, Juan Aguirre | 4:17   |

| Núm. | Títol                                | Composició                          | Durada |
| ---- | ------------------------------------ | ----------------------------------- | ------ |
| 15.  | «Si tú no vuelves (Duet amb Chetes)» | Miguel Bosé, Ferrario L., M. Grilli | 4:39   |

## Posicions i certificacions

### Setmanals
| País    | Ranking        | Primera setmana | Posició d'ingrés | Millor posició | Setmanes en la millor posició | Setmanes al ranking | Última setmana |
| ------- | -------------- | --------------- | ---------------- | -------------- | ----------------------------- | ------------------- | -------------- |
| Europa  |                |                 |                  |                |                               |                     |                |
| Espanya | Top 100 àlbums | -               | -                | -              | -                             | -                   | -              |

### Còpies i certificacions
| País    | Proveïdor  | Any  | Certificació | Còpies certificades (segons IFPI) |
| Europa  |            |      |              |                                   |
| Espanya | Promusicae | 2008 | Platí        | 600.000                           |